# Station Frederikshavnsvej
Station Frederikshavnsvej is een spoorweghalte in Skagen in de Deense gemeente Frederikshavn. De halte werd in 1992 geopend met name voor forenzen in de richting Frederikshavn.